# Fejérpataky László
Kelecsényi Fejérpataky László, teljes születési nevén Fejérpataky László Lajos Sámuel (Eperjes, 1857. augusztus 17. – Budapest, 1923. március 6.) magyar történész, egyetemi tanár, akadémikus, könyvtáros és levéltáros. Az Országos Széchényi Könyvtár igazgatója, a Magyar Nemzeti Múzeum főigazgatója és a Magyar Tudományos Akadémia tagja (levelező 1884, rendes 1893).
Felvidéki nemesi család tagja, akik családfájukat egészen IV. Béláig vezették vissza. A budapesti egyetemen történészként végzett. 1878-ban bölcsészdoktori oklevelet, majd 1879-ben történelem–latin szakos tanári diplomát szerzett.
A történeti segédtudományok egyik magyarországi megalapozója, aki megteremtette a magyar diplomatikát mint önálló tudományágat. Jelentősek címertani kutatásai és a magyar középkor történetének kutatásában elsőként alkalmazta a modern forráskritikai elveket.
A proletárdiktatúra világbolondító elveit hirdető elvtársaknak a Nemzeti Múzeum tradícióit lábbal tipró törekvéseit, a gyűjtemények egységének megbontását szinte emberfölötti erővel tudta csak megakadályozni….tudományos munkásságával, az általa alapított iskolával a történeti segédtudományok művelését hazánkban az európai tudomány színvonalára emelte.

## Életútja

### Családja
Régi, történetét IV. Béláig visszavezető nemesi családból származott. Egyik őse 1263-ban kapta meg a nemességet, ezt 1564-ben I. Ferdinánd megújította. Az 1754–1755-ös nemesi összeírás szerint a család Gömör, Hont, Liptó, Nyitra és Győr vármegyében rendelkezett birtokokkal.
Apja, kelecsényi id. Fejérpataky László (1816-1894), a kerületi főtörvényszéknél dolgozott, pályája későbbi szakaszában királyi tanácsosként és a budapesti királyi tábla segédhivatali főigazgatójaként tevékenykedett. Anyja Lendvay Terézia (1816-1900) volt.
Felesége Andrásovics Gizella volt, aki 23 évi házasságuk után, 1905. január 29-én hunyt el. A Kerepesi temetőben helyezték végső nyugalomra, a 29/1-1-54 sírhelyen ma is látható a Mátrai Lajos György tanítvány Jankovits Gyula által készített, térdeplő angyalt és a feleség profiljának reliefjét ábrázoló síremléke.

### Tanulmányai és pályakezdése
Fejérpataky László a pesti piaristáknál végezte középiskolai tanulmányait. Már elsősként a legjobbak között tartották számon. Az utolsó öt évben a királyi katolikus állami főgimnáziumba járt, itt érettségizett le kitüntetéssel 1875 júliusában. Ősztől 1877-ig történelmet hallgatott a budapesti egyetemen, ahol Horvát Árpádtól alapos oklevéltani képzésben részesült. Ugyanebben az időszakban teljesítette egyéves önkéntes katonai szolgálatát is, 1876-ban tartalékos tüzérhadnagyként szerelt le. 1877 és 1879 között minisztériumi ösztöndíjjal Bécsben tartózkodott, ahol az Institut für Österreichische Geschichtsforschungban Theodor von Sickelnél, a modern diplomatika megalapítójánál tanult.
Bölcsészdoktori oklevelét 1878-ban, történelem–latin szakos tanári diplomáját 1879-ben kapta meg Budapesten. 1880-ban Szilágyi Sándor mellett dolgozott az Egyetemi Könyvtárban. 1881-ben nyolc hónapos tanulmányúton mélyítette el ismereteit a berlini egyetemen és a könyv- és levéltárosok párizsi elitképzőjében, az École nationale des chartes-ban.

### Szakmai pályafutása
1879 és 1895 között a budapesti egyetem magántanára, 1887 és 1895 között a Salamon Ferenc által igazgatott Történelmi Szeminárium vezető tanára volt. 1895-ben megörökölte Horvát Árpád katedráját, és az oklevél- és címertan nyilvános rendes tanára lett.
1882-től 1893-ig ellátta a Magyar Nemzeti Múzeum levéltárosi teendőit. 1893-ban a múzeum könyvosztálya, az Országos Széchényi Könyvtár igazgató őrévé, 1901-ben igazgatójává nevezték ki. Ezt a pozíciót 1915-ben hagyta ott a múzeum vezetéséért: 1920-ig igazgatóként, majd haláláig főigazgatóként állt az intézmény élén.
1884-ben az MTA levelező, 1893-ban rendes tagjává választották. 1889-től 1914-ig a Történettudományi Bizottság előadója volt. 1914-től ellátta a II. Osztály titkári teendőit. 1916-ban a Szent István Akadémia tagja lett. 1883 és 1898 között a Magyar Heraldikai és Genealógiai Társaság titkáraként, 1898 és 1910 között másodelnökeként, majd haláláig elnökeként működött. 1885-től az Országos Régészeti és Embertani Társulat választmányi tagja, 1910-től a Magyar Történelmi Társulat másodalelnöke volt.

## Munkássága

### Történészi munkássága
Első, 1878-as diplomatikai dolgozata a pannonhalmi alapító oklevél hitelességének kérdésével foglalkozott. Bemutatta az oklevél külsejét, kiadásait és átiratait, ismertette az eredetiséggel kapcsolatos viták sorozatát, végül kritikai vizsgálat alá vetette az oklevelet. Fejérpataky megállapítása szerint a szöveg egyértelműen 1001-ben keletkezett, tehát hitelesnek tekintendő. Az Árpád-kor királyi kancelláriájáról írt, 1885-ben megjelent munkája volt az első a magyar szakirodalomban, amely egy egész korszak okleveles gyakorlatát feldolgozta. Későbbi értekezéseiben a Könyves Kálmán-, II. István- és III. Béla-korabeli okleveleket vizsgálta.
Jelentős forráskiadói tevékenységet folytatott. Ennek elméleti alapját a Magyar Történelmi Társulat 1885-ös kongresszusán tartott referátumában ismertette. Kijelentette, hogy nem elegendő az alaki hűségre törekedni, a szövegközlés feltételéül kell szabni a szöveggondozói munkát, a szükséges magyarázatok megadását, a szerző forrásműveinek megállapítását is. Az 1550-ig keletkezett magyar nyelvű iratok esetében a betűhív kiadást, latin szövegek esetében – a megírás idejétől függetlenül – a humanista helyesírás alkalmazását javasolta. A Monumenta Vaticana című sorozatban még ugyanebben az évben közzétette Gentile da Montefiore bíboros magyarországi követségének oklevéltárát, majd 1887-ben az 1284 és 1375 között készült pápai tizedszedői számadásokat. Kötetbe rendezte Selmecbánya, Pozsony, Besztercebánya, Nagyszombat, Sopron, Bártfa és Körmöcbánya számadáskönyveit, és nevéhez fűződik Anonymus Gesta Hungarorumának hasonmás kiadása is. Az ország szinte összes levéltárát végigjárta Zsigmond-kori oklevelek után kutatva. Több ezer másolatot és regesztát (tartalmi kivonatot) készített, ám ezek kiadására a gyűjtemény hiányosságai miatt nem vállalkozott.
Címertannal, kronológiával és pecséttannal is foglalkozott. A Monumenta Hungariae Heraldica két kötetében ötven címeres levelet ismertetett, a munka bevezetésében pedig bemutatta a középkori magyar heraldika fejlődéstörténetét. Írt az Árpádok és Magyarország címeréről; Szinnyei József társszerzőjeként részt vett a Magyar nemzetségi zsebkönyv főrangú családokat bemutató kötetének létrehozásában.
Tanulmányait, kisebb írásait többek között a Századok, A Ludovica Academia Közlönye, a Történelmi Tár, az Ország-Világ, a Magyar Könyvszemle, az Archaeologiai Értesítő, az Akadémiai Értesítő és a történeti segédtudományok közlönye, a Turul jelentette meg. 1883 és 1899 között ez utóbbi lap, 1911-től az Értekezések a philosophiai és társadalmi tudományok köréből, 1914-től az Értekezések a történeti tudományok köréből szerkesztője volt.

### Oktatói munkássága
1885-ös referátumában beszélt a történelem és segédtudományai tanítási feltételeinek javításáról is. A párizsi és bécsi példákra hivatkozva Magyar Történelmi Intézet létrehozását javasolta, amely kétéves posztgraduális oktatás keretében történelemtanárokat, levéltári, könyvtári és múzeumi szakembereket képezett volna. Ezen kívül másolatgyűjtemény kiadását indítványozta a paleográfiai és oklevéltani képzés színvonalának javítása érdekében.
Az intézet végül nem jött létre, ám a Történelmi Szemináriumban Fejérpatakynak alkalma nyílt oktatási programja legalább részleges megvalósítására. 1895-ös nyilvános rendes tanári kinevezése után hároméves ciklusokban adta elő az oklevéltan teljes anyagát. Beszélt a tudományág történetéről, a 11–13. századi oklevelekről, a pápai oklevelekről, a paleográfiáról, a kronológiáról, a címertanról és a pecséttanról. Az elméleti képzés mellett nagy hangsúlyt fektetett a gyakorlatra is; hallgatói a Horvát Árpád idejében szokásosnál jóval változatosabb anyaggal ismerkedhettek meg. A paleográfia oktatását megkönnyítette, hogy javaslatára a minisztérium megvásárolta Sickel hatalmas fakszimilegyűjteményét.
Tanítványai működését egyetemi éveik végeztével is figyelemmel kísérte, a legtehetségesebbeket igyekezett a kutatói pályán tartani.

### Könyv- és levéltárosi munkássága
Kéziratrendezéssel először az Egyetemi Könyvtárban töltött időszakban foglalkozott. E munka eredménye lett az 1881-ben napvilágot látott A budapesti Magyar Királyi Egyetemi Könyvtár codexeinek címjegyzéke. A Nemzeti Múzeum levéltárosaként nevéhez fűződik a kéziratos anyag szakszerű csoportosítása. Létrehozta a középkori levéltárat, különválasztotta a mohácsi csata után keletkezett címeres leveleket és céhiratokat, az 1848–49-es forradalom és szabadságharc és az emigráció levéltárát, valamint a külföldi iratokat. Tevékenysége eredményeként 1915-re száz fölé nőtt az OSZK tulajdonába került családi levéltárak száma.
A könyvtár hungarikumgyűjteményének létrehozása érdekében gyarapítótevékenységbe kezdett. 1894-ben megszerezte Kossuth Lajos könyvtárát, iratait és levelezését, 1897-ben Kisfaludy Sándor könyvtárát és Szigligeti Ede, 1906-ban Egressy Gábor, 1911-ben Gyulai Pál, 1912-ben Jókai Mór, 1913-ban Madách Imre irodalmi hagyatékát és Liszt Ferenc leveleskönyvét, 1914-ben Falk Miksa levelezését. Az első világháború idején létrehozta a könyvtár háborús gyűjteményét; megbízottjai itthon és külföldön egyaránt vásároltak az intézmény számára. 1919 végére több mint 155 ezer darabból álló gyűjtemény jött létre.
A helyszűke már könyvtári működése elején érezhető volt. Fejérpataky belső átépítésekkel, külső raktár bérlésével próbált meg úrrá lenni a helyzeten. Megnövelte az olvasóterem befogadóképességét, könnyített a kölcsönzési szabályokon, hogy az anyagok szélesebb körben hozzáférhetővé váljanak. Ennek köszönhetően 1893 és 1913 között megduplázódott a felhasználók, és megtriplázódott a használt kötetek száma. A könyvtár múltját és gyűjteményeit ismertető cikkeket írt a Magyar Könyvszemle 1893-ban indult új folyamában. Hat illusztrált kötet jelent meg a könyvtár nyomtatott katalógusainak általa megindított sorozatában. A szélesebb közönség számára ismeretterjesztő előadásokat tart(at)ott a könyvtár anyagáról, állandó kiállításokon mutatta be a gyűjtemény legrégibb darabjait, a fontosabb irodalmi és történelmi dokumentumokat. Vezetőként szorgalmazta, hogy munkatársai ne csak a könyvtári anyag szakszerű kezelését végezzék, hanem a tudományos feldolgozásból is vegyék ki részüket.
Fejérpataky fogalmazta meg azt a jogszabálytervezetet, amely az 1848. évi XVIII. törvénycikkben lévő joghézagot kívánta eltüntetni: a törvény előírta ugyan a köteles példányok eljuttatását az országos központi könyvtárba, de ennek elmaradása esetére nem állapított meg büntetést. Az 1897-ben életbe lépett XLI. törvénycikk akár száz forint bírság kiszabását is lehetővé tette. Az intézkedés pozitív hatása már a következő évben jelentkezett.
Amikor Wlassics Gyula kultuszminiszter 1897-ben megalapította a Múzeumok és Könyvtárak Országos Főfelügyelőségét, Fejérpataky vállalta a könyvtári ügyek vezetését. Végigjárta a fontosabb vidéki intézményeket, és mindent megtett, hogy a fejleszthető könyvtárak állami felügyelet alá, az inkább muzeális értékű gyűjtemények pedig a kutatók számára elérhető helyekre kerüljenek. A vidéki könyvtárak kezelői részére tartott könyvtári szaktanfolyamok keretén belül 1898-tól paleográfiát adott elő.

### Múzeumvezetői tevékenysége
A Magyar Nemzeti Múzeum élén a világháborús viszonyok között a gyűjtemények épségének megőrzése volt a legfontosabb feladata. Budapest román megszállása idején a termek bezárásával, majd Harry Hill Bandholtz tábornok segítségével megakadályozta az erdélyi eredetű tárgyak elszállítását. Az intézményben folyó tudományos munka színvonala az anyagi nehézségek ellenére nőtt igazgatósága alatt, a néprajzi gyűjtemény méltó elhelyezését ugyanakkor nem sikerült megoldania.

## Kitüntetései, elismerései
1902-ben a Vaskorona-rend harmadik osztályával tüntették ki. 1905-ben magyar királyi udvari tanácsosi címet kapott. 1917-ben az uralkodó „a háború tartama alatt teljesített buzgó szolgálata elismeréséül” a Polgári Hadi Érdemkereszt második osztályát adományozta számára. 1923-ban a Vallás- és Közoktatásügyi Minisztérium címzetes helyettes államtitkárává nevezte ki Horthy Miklós kormányzó.
Hatvanadik születésnapja alkalmából a Nemzeti Múzeum tisztviselői ünnepségen, a Fejérpataky-tanítványok az Emlékkönyv Fejérpataky László életének hatvanadik, történetírói működésének negyvenedik, szemináriumi vezetőtanárságának harmincadik évfordulója ünnepére című, Szentpétery Imre által szerkesztett tanulmánykötettel köszöntötték. 1922-ben, múzeumi szolgálata negyvenedik évfordulóján felavatták babérkoszorús arcképét az intézmény könyvtárában.

## Emlékezete

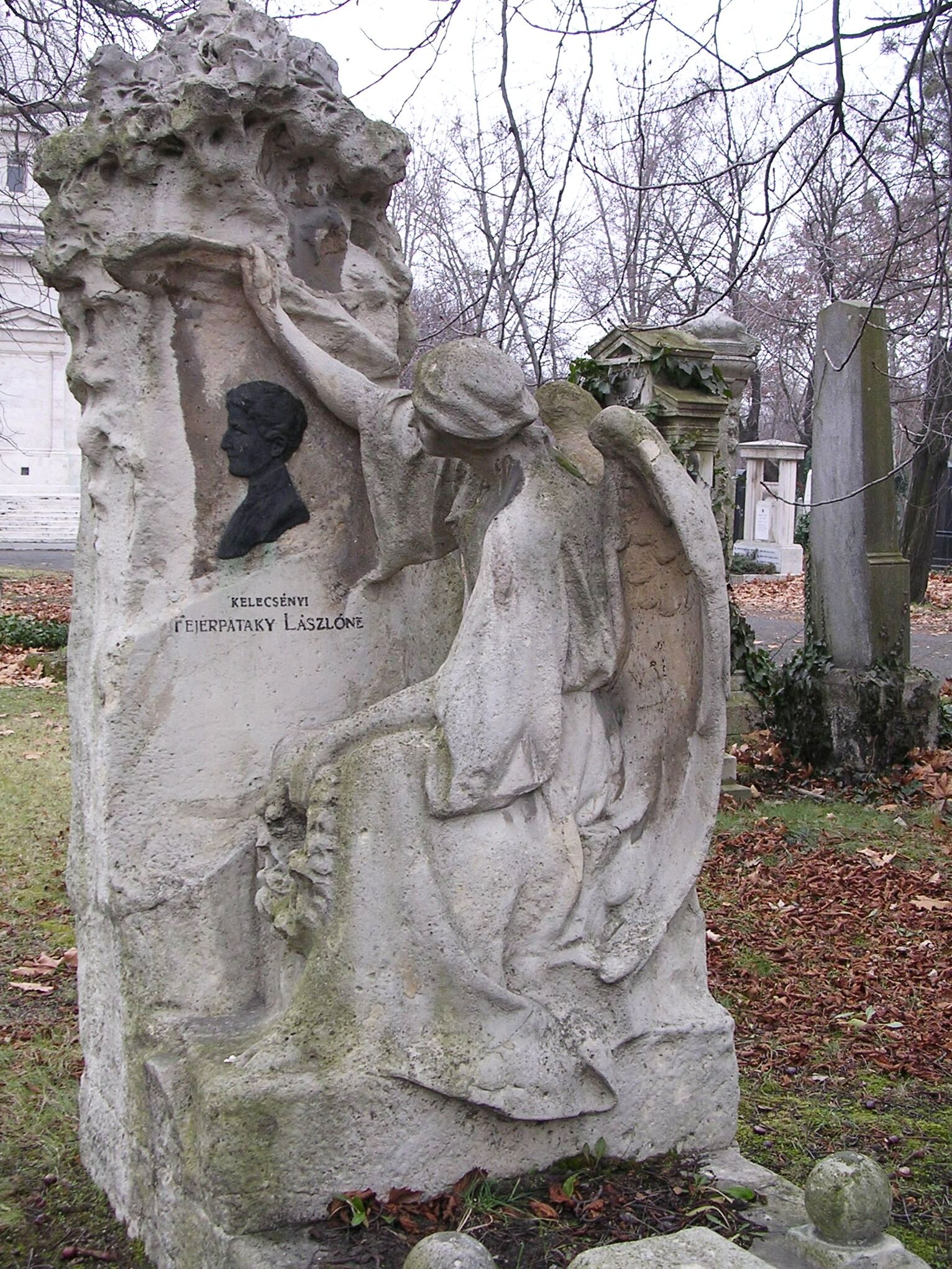
Feleségének, Andrásovics Gizellának a sírja a Fiumei úti sírkertben (29/1-1-54). Alkotó: Jankovits Gyula

Áldásy Antal iskolateremtő tudósként emlékezett meg róla, aki „tudományos és hivatali pályája alatt elérte mindazt, amit e pályákon el lehet érni”. Gulyás Pál nekrológja szerint „az ő nevéhez s körültekintő, fáradhatatlan munkásságához fűződik a 120 éves Széchényi-könyvtár gyarapodásban talán leggazdagabb utolsó negyven esztendeje”. Szentpétery Imre nagy hatású tanári munkásságát és a magyar oklevéltan modern alapokra helyezését tartotta Fejérpataky legfontosabb teljesítményének. Kiemelte továbbá, hogy kidőlésével négy-öt embernek kell majd megbirkóznia az addig egyedül általa végzett munkával. Hóman Bálint szerint tudományos tevékenysége „nem mérhető össze a nagy historikusok széles körben ismert s a nemzeti társadalom minden rétegére ható munkásságával”, a részletek kutatójaként nem fejtett ki a „szélesebb rétegek érdeklődését felkeltő monografikus munkásságot”, és „nem sorozható a történeti segédtudományok új módszert teremtő és alapvető eredményeket produkáló, legnagyobb képviselői közé”, Magyarországon mégis a „diplomatika s általában a történelmi segédtudományok második megalapítójának” nevezhető.
Elhunyta után a Kerepesi temetőben díszsírhelyet adományozott számára a főváros. 1926-ban unokaöccse, Fejérpataki Tibor a család még öt tagjának hamvaival együtt Fejérpataky László maradványait is áttemettette a Fejér vármegyei Iváncsa temetőjébe, ahol az országos közgyűjtemények képviselőinek jelenlétében újratemették a családi sírkertben. Később az iváncsai családi sír méltatlan kezelése folytán a sírokat felszámolták, fekete márvány sírkövét értékesítették. 1997-ben állították fel a volt családi sírhelyen a fekete emlékoszlopot, amelyet 2008 augusztusában ismét rendbe hoztak. Felújított sírját 2008 augusztusában avatták fel és Spányi Antal megyés püspök áldotta meg. Az emlékhelyet a Nemzeti Emlékhely és Kegyeleti Bizottság a Nemzeti Sírkert részévé nyilvánította.
1982-ben, születése százhuszonötödik évfordulóján tudományos ülést szervezett emlékére az ELTE BTK Történelem Segédtudományai Tanszéke. 2007 novembere és 2008 februárja között az Országos Széchényi Könyvtár Kézirattára kiállításon mutatta be tevékenysége dokumentumait és néhány használati tárgyát.
1997 óta az ő nevét viseli az iváncsai általános iskola. 2004-ben emlékszobát és alapítványt hoztak létre tiszteletére a településen.

## Főbb művei
- A pannonhalmi apátság alapító oklevele (Budapest, 1878)
- Irodalmunk az Árpádok korában. 889–1301 (Budapest, 1878)
- A budapesti Magyar Királyi Egyetemi Könyvtár codexeinek címjegyzéke (Budapest, 1881)
- A királyi kancellária az Árpádok korában (Budapest, 1885)
- Magyarországi városok régi számadáskönyvei (Budapest, 1885)
- Acta legationis cardinalis Gentilis. Gentilis bíbornok magyarországi követségének okiratai. 1307–1311 (Pór Antallal; Budapest, 1885)
- Rationes collectorum pontificiorum in Hungaria. Pápai tized-szedők számadásai. 1281–1375 (Ipolyi Arnolddal; Budapest, 1887)
- Magyar nemzetségi zsebkönyv. I. Főrangú családok (Szinnyei Józseffel; Budapest, 1888)
- Kálmán király oklevelei (Budapest, 1892)
- Oklevelek II. István király korából (Budapest, 1895)
- III. Béla király oklevelei (Budapest, 1900)
- Szilágyi Sándor 1827–1899 (Budapest, 1901)
- Monumenta Hungariae Heraldica. Magyar címeres emlékek I–II. (Budapest, 1901–1902)
- Az Árpádok címerei (Budapest, 1908)
- Pápai oklevelek (Áldásy Antallal; Budapest, 1926, A Magyar Történettudomány Kézikönyve)

### További irodalom

#### Nyomtatott
- A Magyar Tudományos Akadémia tagjai 1825–2002 I. (A–H). Főszerk.: Glatz Ferenc. Budapest, 2003, MTA Társadalomkutató Központ. 329. o.
- Révai új lexikona VII. (Fej–Gak). Főszerk.: Kollega Tarsoly István. Szekszárd, 2001, Babits. 21–22. o. ISBN 963-927-241-8
- Szinnyei József: Magyar írók élete és munkái III. (Fa–Gwóth). Budapest, 1894, Hornyánszky. 273–278. o.
- Romsics Ignác: Clio bűvöletében. Magyar történetírás a 19–20. században – nemzetközi kitekintéssel. Budapest, 2011, Osiris Kiadó.
- Magyar múzeumi arcképcsarnok. Főszerk. Bodó Sándor, Viga Gyula. Bp., Pulszky Társaság-Tarsoly Kiadó, 2002.
- Szluha Márton: Liptó vármegye nemes családjai. Bp., Heraldika Kiadó, 2000.
- Magyar életrajzi lexikon I. (A–K). Főszerk. Kenyeres Ágnes. Budapest: Akadémiai. 1967.
- Magyar katolikus lexikon I–XVII. Főszerk. Diós István; szerk. Viczián János. Budapest: Szent István Társulat. 1993–2014.  ISBN 963-361-626-3
- Magyar nagylexikon  I–XIX. Főszerk. Bárány Lászlóné et al. Budapest: Akadémiai; (hely nélkül): Magyar Nagylexikon. 1993–2004.  ISBN 963-05-6611-7
- Magyar tudományos akadémiai almanach az . . . évre. Bp., Magyar Tudományos Akadémia, 1861-1918, 1921, 1924-1943. - 1973, 1986, 1991, 1997, 2001.
- Tolnai új világlexikona I–XVIII. + I–II. (pótkötetek). Budapest: Tolnai Nyomdai Műintézet és Kiadóvállalat Rt. 1926–1933.
- Új magyar életrajzi lexikon I–VI. Főszerk. Markó László. Budapest: Magyar Könyvklub; (hely nélkül): Helikon. 2001–2007.  ISBN 963-547-414-8
- Új magyar irodalmi lexikon I–III. Főszerk. Péter László. Budapest: Akadémiai. 1994.  ISBN 963-05-6804-7
- Magyar irodalmi lexikon. Szerk. Ványi Ferenc. Budapest: „Stúdium” Kiadása. 1926.   → (reprint kiadás: Kassák Kiadó, Budapest, 1993, ISBN 963-7765-39-5)

#### Online
- Fejérpataky László (1894-1919). Az Országos Széchényi Könyvtár főigazgatói. tortenet.oszk.hu (Hozzáférés ideje: 2016. március 18.)
- Fejérpataky László ravatalánál. Elmondta 1923. március 9-én Hóman Bálint, az Országos Széchényi Könyvtár igazgatója. Magyar Könyvszemle, 1923. 1–2. sz. 1–2. o.